# Gruppo di Esperti delle Nazioni Unite in materia di Nomi Geografici

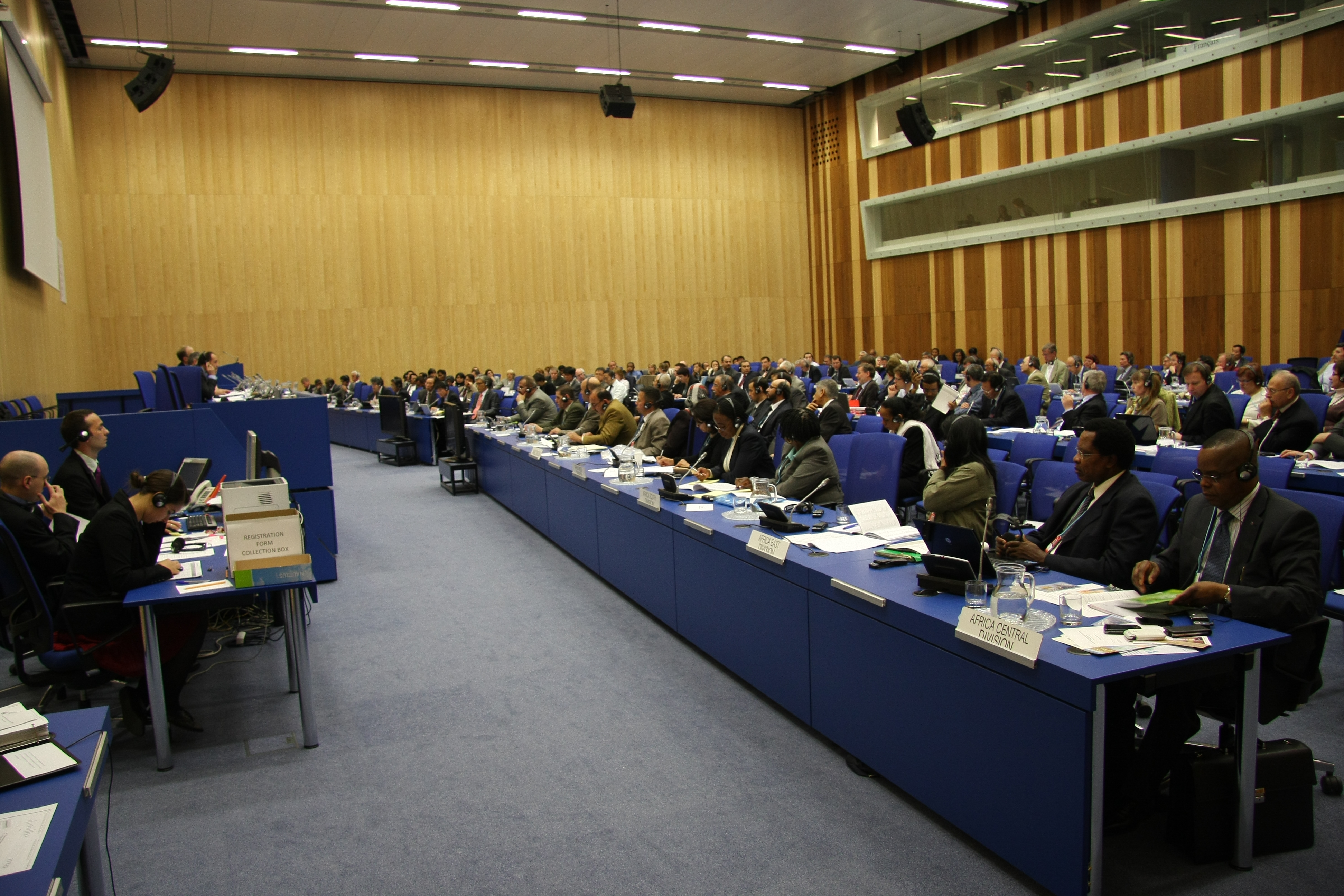
Esperti durante la 26ª sessione del Gruppo di esperti delle Nazioni Unite sui nomi geografici (2–6 maggio 2011, Ufficio delle Nazioni Unite, Vienna)

Il Gruppo di esperti delle Nazioni Unite sui nomi geografici (acronimo italiano, francese e spagnolo GENUNG, acronimo inglese UNGEGN) è uno dei nove gruppi di esperti del Consiglio economico e sociale delle Nazioni Unite (ECOSOC) e si occupa della standardizzazione e normalizzazione nazionale e internazionale delle denominazioni geografiche. Ogni cinque anni si tiene la conferenza UNGEGN. L'UNGEGN pubblica anche linee guida internazionali in maniera di toponomastica.

## Storia
Il problema della standardizzazione dei nomi geografici fu prima affrontato dalla sezione cartografica delle Nazioni Unite del Consiglio economico e sociale delle Nazioni Unite (ECOSOC) alla fine degli anni '40. Dopo discussioni negli anni '50 e la delibera ECOSOC 715A (XXVII) del 1959, fu convocata la prima riunione di un gruppo di esperti a New York City nel 1960. Tale gruppo raccomandò che si tenesse una conferenza delle Nazioni Unite sulla standardizzazione dei nomi geografici. Ciò avvenne nel 1967 a Ginevra, con la conferma che la normazione nazionale doveva essere la base della normazione internazionale.

## Funzioni e obiettivi
L'obiettivo di UNGEGN è quello di affrontare i problemi della standardizzazione nazionale e internazionale dei nomi geografici e di offrire suggerimenti e raccomandazioni per la standardizzazione (principalmente linguistica). Essendo uno dei sette gruppi di esperti del Consiglio economico e sociale delle Nazioni Unite, UNGEGN ha lo scopo di seguire l'attuazione delle delibere delle Conferenze delle Nazioni Unite sulla standardizzazione dei nomi geografici che si tengono ogni cinque anni delle e di continuarne le attività tra sessioni. UNGEGN mira a sottolineare l'importanza della standardizzazione dei nomi geografici a livello nazionale e internazionale, mostrarne i vantaggi e assistere i paesi nella standardizzazione dei nomi geografici talora mancasse. Inoltre, UNGEGN facilita e incoraggia la discussione dei risultati del lavoro sulla standardizzazione nazionale, la diffusione delle buone pratiche e un'ampia consapevolezza da parte della comunità di utenti dei nomi geografici autorizzati a livello nazionale.

## Linee guida toponomastiche
Linee guida toponomastiche (titolo completo in inglese: Toponymic guidelines for map and other editors, for international use) sono documenti aggiornati promossi dall'UNGEGN. Lo scopo di questi documenti è quello di raccogliere informazioni su questioni toponomastiche di un determinato paese, soprattutto dal punto di vista della standardizzazione dei nomi geografici.